# Jerzy Bajda
Jerzy Bajda (ur. 11 maja 1928 w Krakowie, zm. 10 grudnia 2012 w Tarnowie) – polski duchowny rzymskokatolicki, nauczyciel akademicki, teolog, doktor habilitowany nauk teologicznych, profesor Uniwersytetu Kardynała Stefana Wyszyńskiego, moralista, publicysta, Kapelan Jego Świątobliwości.

## Życiorys
Święcenia kapłańskie otrzymał 9 maja 1954 z rąk biskupa Karola Pękali. W tym samym roku ukończył studia w Instytucie Teologicznym w Tarnowie, a w 1959 roku został magistrem prawa kanonicznego na Katolickim Uniwersytecie Lubelskim. Na tej uczelni w 1962 uzyskał doktorat z zakresu prawa kanonicznego na podstawie rozprawy Prawowitość władztw pogańskich w nauce Pawła Włodkowice. Od 1963 do 1966 r. sprawował obowiązki ojca duchownego w Wyższym Seminarium Duchownym w Tarnowie, a w latach 1965–1972 był także wykładowcą teologii moralnej. W 1969 r. uzyskał licencjat z teologii moralnej na Papieskim Wydziale Teologicznym w Krakowie. W 1966 r. biskup Karol Wojtyła powołał go do grona teologów moralistów środowiska krakowskiego, którzy przygotowywali dla papieża Pawła VI ekspertyzę na temat antykoncepcji. Tak zwany memoriał krakowski został w 1968 wręczony Pawłowi VI, który przygotowywał wówczas encyklikę Humanae vitae. W 1992 r. został obdarzony godnością Kapelana Jego Świątobliwości. Był publicystą Naszego Dziennika, Radia Maryja, a także współpracował z Telewizją Trwam.
Uroczystości pogrzebowe księdza prof. Bajdy odbyły się 14 grudnia 2012 r. w bazylice św. Mikołaja w Bochni. Został pochowany na cmentarzu komunalnym przy ul. Orackiej w Bochni.

## Praca naukowa
W 1972 r. został zwolniony z obowiązków w diecezji tarnowskiej, aby podjąć pracę dydaktyczną i naukową w Akademii Teologii Katolickiej w Warszawie. W 1973 r. został adiunktem na tej uczelni. W 1980  roku na podstawie pracy Powołanie chrześcijańskie jako zasada teologii moralnej habilitował się na Akademii Teologii Katolickiej. W latach 1981–1992 był docentem, a w 1993 został profesorem ATK. W 1997 r. został kierownikiem Katedry Teologii Moralnej Małżeństwa i Rodziny w Instytucie Studiów nad Rodziną UKSW. Był członkiem Rady Naukowej Instytutu Jana Pawła II KUL i redakcji Kwartalnika "Ethos".
Kierunkami badań, jakimi się zajmował były biblijne podstawy powołania chrześcijańskiego oraz problematyka teologiczno-moralna małżeństwa i rodziny. Publikował w "Naszym Dzienniku" i "Mojej Rodzinie". Bronił suwerenności Polski m.in. w liście, jaki wystosował 6 maja 2008 roku do prezydenta RP Lecha Kaczyńskiego. Odnosząc się do ratyfikacji traktatu reformującego Unię Europejską przestrzegał przed postawą neutralności.

## Publikacje
Autor ponad 200 rozpraw, artykułów naukowych i popularnonaukowych. Najważniejsze to:
- Wprowadzenie do encykliki "Humanae vitae" (współautorstwo), w: "Notificationes e Curia Metropolitana Cracoviensi", Kraków 1969, nr 1-4
- Les fondaments de la doctrine de l'Eglise concernant les principes de la vie conjugale (współautorstwo), w: "Analecta Cracoviensia", Kraków 1969
- Powołanie małżeństwa i rodziny, w: Teologia małżeństwa i rodziny, t. 1, red. bp K. Majdański, Warszawa 1980
- Powołanie chrześcijańskie jako zasada teologii moralnej, Warszawa 1984
- Moralna ocena antykoncepcji a przerywanie ciąży, Gdańsk 1996
- Rodzina miejscem Boga i człowieka. Wokół zagadnień integralnego powołania rodziny, Łomianki 2005
- Powołanie małżeństwa i rodziny, Łomianki 2010[9]